# 흰 코끼리

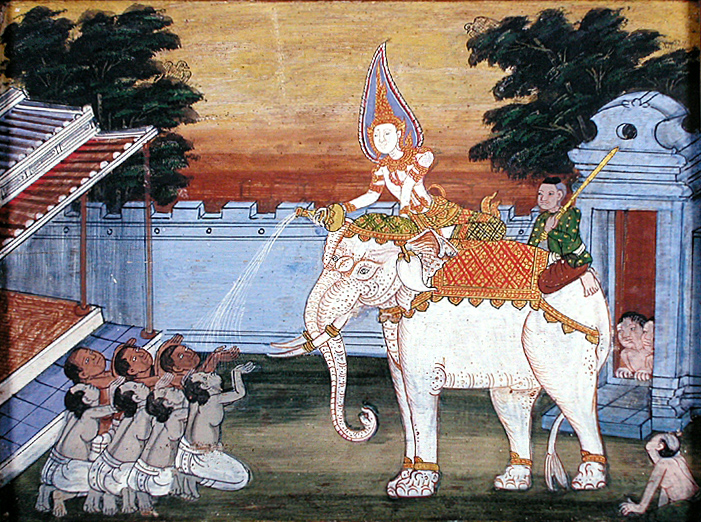
흰 코끼리

흰 코끼리(영어: white elephant)는 불교에서 대단히 귀중한 존재로 여겨지는데, 이는 석가모니의 모친인 마야부인이 태몽으로 6개의 상아가 달린 흰 코끼리가 옆구리에 들어오는 꿈을 꾸었기 때문이다.
이러한 이유로 흰 코끼리는 어떠한 일도 시키지 않고 신성시되고 있는데, 특히 불교국가인 태국의 경우 국가의 수호신으로 대접받고 있으며, 일반적인 코끼리도 신성하게 여겨진다.
한편, 이러한 흰 코끼리는 아이러니하게도 처치곤란한 물건을 의미하기도 한다.
그 이유는 버마나 태국, 캄보디아의 설화에서 찾을 수 있는데, 고대 국왕이 불편한 관계에 있는 신하에게 흰 코끼리를 선물했던 것이 그 유래라고 전해진다. 즉, 신하 입장에서는 국왕이 선물한 코끼리가 죽게 되면 왕권에 대한 도전으로 간주되기 때문에, 코끼리가 자연사할 때까지 어쩔 수 없이 열과 성을 다해 키울 수밖에 없다. 코끼리는 평균 수명이 70년이고 하루 180-270 kg의 먹이를 먹는 대식가로 어지간한 재력을 가지지 않고서는 그 사육이 불가능하며, 실제로 사육에 드는 비용을 제외하더라도 흰 코끼리의 건강을 책임져야 하는 신하의 심적 고통은 실로 엄청난 것일 수밖에 없다.

## 같이 보기
- 포크배럴